# Yoshitsugu Saito
Yoshitsugu Saito, 2 november 1890, död 6 juli 1944, japansk generallöjtnant som var befälhavare över Saipans försvar under andra världskriget. Han tog livet av sig när ön gick förlorad till amerikanarna under slaget om Saipan.